# Crassula elatinoides
Crassula elatinoides ist eine Pflanzenart der Gattung Dickblatt (Crassula) in der Familie der Dickblattgewächse (Crassulaceae).

## Beschreibung
Crassula elatinoides ist eine weiche, aufrechte, kahle, grüne bis rötliche, einjährige, krautige, sukkulente Pflanze, die Wuchshöhen von bis zu 6 Zentimeter erreicht und sich von der Basis aus verzweigt. Ihre Wurzeln sind faserig. Die unterschiedlich linealischen bis verkehrt lanzettlichen bis fast keulenförmigen Blätter sind 3 bis 5 Millimeter lang und 1 Millimeter breit. Die Blattspitze ist stumpf. Die Blattoberseite ist flach, die Unterseite konvex.
Der Blütenstand sind Thyrsen. Die dreieckigen Kelchblätter sind bis zu 1,5 Millimeter lang. Die verkehrt eiförmigen Zipfel der Kronblätter sind weiß und weisen eine Länge von bis zu 1,5 Millimeter auf. Ihre Spitzen sind stumpf und ausgebreitet.
Die Blütezeit ist der Frühling.

## Systematik, Verbreitung und Gefährdung
Crassula elatinoides ist in der südafrikanischen Provinz Westkap im Fynbos in seichten Felstaschen mit Humus verbreitet.
Die Erstbeschreibung als Bulliarda elatinoides durch Christian Friedrich Ecklon und Carl Ludwig Philipp Zeyher wurde 1898 veröffentlicht. Hans Christian Friedrich stellte die Art 1979 in die Gattung Crassula. Ein nomenklatorisches Synonym ist Tillaea elatinoides (Eckl. & Zeyh.) Walp. (1843).
Über die Gefährdung von Crassula elatinoides liegen in der Roten Liste gefährdeter Arten der IUCN nur unzureichende Daten vor.

## Nachweise